# انگلونگ گیووگ
انگلونگ گیووگ (به لاتین: Kanglung Gewog) یک منطقهٔ مسکونی در بوتان (کشور) است که در ناحیه تراشیگانگ واقع شده‌است.